# Деревянко, Кузьма Николаевич
Кузьма Николаевич Деревянко (укр. Кузьма Миколайович Дерев'янко; 1 [14] ноября 1904, Косеновка, Киевская губерния, Российская империя — 30 декабря 1954, Москва, СССР) — советский военачальник, генерал-лейтенант. Герой Украины (2007, посмертно).
Во время Великой Отечественной войны — начальник штаба нескольких армий (53-й, 57-й, 4-й гвардейской). Участвовал в Курской битве, в битве за Днепр. Внёс значимый вклад в успешное завершение Корсунь-Шевченковской операции и в разгром противника в Ясско-Кишиневской операции. Участвовал во взятии Будапешта и Вены. В 1945 году от имени Советского Союза подписал Акт о капитуляции Японии.

## Довоенная служба

Могила Деревянко на Новодевичьем кладбище Москвы.

Родился Кузьма Деревянко 1 (14 ноября) 1904 года в селе Косеновка Уманского уезда Киевской губернии Российской империи. Сейчас это Уманский район Черкасской области (Украина). С трёх до девяти лет жил на Вологодчине, куда (в Великий Устюг) сослали в 1907 году отца за участие в революционных событиях. Окончил церковно-приходскую школу, несколько классов гимназии. К 1922 году имел большой трудовой стаж (каменотёс, разнорабочий, пахарь).
С 1922 года — в Красной Армии. Окончил Вторую Киевскую школу червоных старшин в 1924 году. В Харьковской школе военных старшин Кузьма Деревянко заинтересовался японским языком и к выпуску из школы уже говорил и писал по-японски. С сентября 1924 года служил в 297-м стрелковом полку: командир взвода, с октября 1926 — командир роты. С ноября 1929 года служил заведующим военным кабинетом в Уманском гарнизонном Доме Красной Армии. С декабря 1931 года — помощник начальника 2-го отдела штаба Украинского военного округа.
В 1933 году, поступая на Восточный факультет Военной академии РККА им. М. В. Фрунзе, он выбрал для изучения английский и японский языки. В 1936 году окончил академию. С октября 1936 года проходил службу в Разведупре РККА. Будучи в 1936 году всего лишь капитаном, к началу войны с Германией К. Н. Деревянко выдвинулся по службе, выполняя ряд ответственных специальных поручений. В 1937 году находился в «правительственной командировке» в Испании, участвовал в Гражданской войне в Испании.
В 1936—1938 годах капитан Деревянко выполнял секретную операцию по снабжению оружием китайских войск, воевавших с японцами, за которую получил орден Ленина, вручённый ему в Кремле лично «всесоюзным старостой» М. И. Калининым. С мая 1938 года — начальник 15-го отдела Разведывательного управления РККА (с мая 1939 — 5-е Управление Наркомата обороны СССР).
Во время советско-финской войны (1939—1940) доброволец майор К. Деревянко — начальник штаба Отдельной особой лыжной бригады при штабе 9-й армии. Это было разведывательно-диверсионное подразделение, сформированное в основном из студентов Ленинградского института физкультуры им. Лесгафта. Сам Деревянко занимался не только планированием. Когда лыжный отряд мастера спорта В. Мягкова (посмертно — Героя Советского Союза) попал в засаду финнов и был разгромлен, Деревянко во главе другого отряда вынес раненых и погибших. За финскую войну Деревянко награждён орденом Красной Звезды и присвоено очередное звание полковник.
С марта 1940 года — начальник административно-хозяйственного отдела 5-го управления НКО СССР. С июля 1940 года К. Деревянко — заместитель начальника разведотдела Прибалтийского особого военного округа. В январе—марте 1941 года он выполнял особое задание в Восточной Пруссии.

## Великая Отечественная война
Участник Великой Отечественной войны с её первого дня, будучи заместителем начальника разведотдела штаба Северо-Западного фронта. С 29 июня 1941 года — и. о.начальника разведотдела штаба Северо-Западного фронта. В этом качестве он в августе 1941 года возглавил рейд в тыл немецких войск, в ходе которого из концлагеря под Старой Руссой было освобождено около двух тысяч пленных красноармейцев, многие из них пополнили войска фронта.
С мая 1942 года — начальник штаба 53-й армии Северо-Западного фронта, с июля 1943 года воевавшей на Степном фронте. По счастливому стечению обстоятельств, в день 3 мая 1942 года Деревянко был назначен начальником штаба 53-й армии и в тот же день он был награждён орденом Красной Звезды и ему было присвоено воинское звание генерал-майора (по представлению начштаба фронта Н. Ф. Ватутина и замначгенштаба А. М. Василевского). С декабря 1943 года — начальник штаба 57-й армии на 2-м Украинском и 3-м Украинском фронтах. С июня 1944 года — начальник штаба 4-й гвардейской армии на этих же фронтах. Участвовал в операциях против Демянской группировки противника (в том числе в Демянской наступательной операции 1943 года), в Курской битве, в битве за Днепр, в  Корсунь-Шевченковской операции, в Березнеговато-Снигирёвской операции, в Одесской операции, в Ясско-Кишиневской операции, в Будапештской операции, в Венской операции, в Грацско-Амштеттенской операции.
Закончив войну на Западе, генерал-лейтенант Деревянко некоторое время представлял СССР в Союзном Совете по Австрии.
В связи с предстоящей войной с Японией в июне 1945 года был переведён на Дальний Восток на аналогичную должность начальника штаба 35-й армии. Но в июле в Чите получил приказ прибыть в ставку Главнокомандующего советскими войсками на Дальнем Востоке маршала А. М. Василевского. Там ему была вручена телеграмма И. В. Сталина и начальника генерального штаба А. И. Антонова о назначении представителем Главного командования советских войск на Дальнем Востоке при штабе Верховного командующего союзными войсками на Тихом океане генерала Д. Макартура.

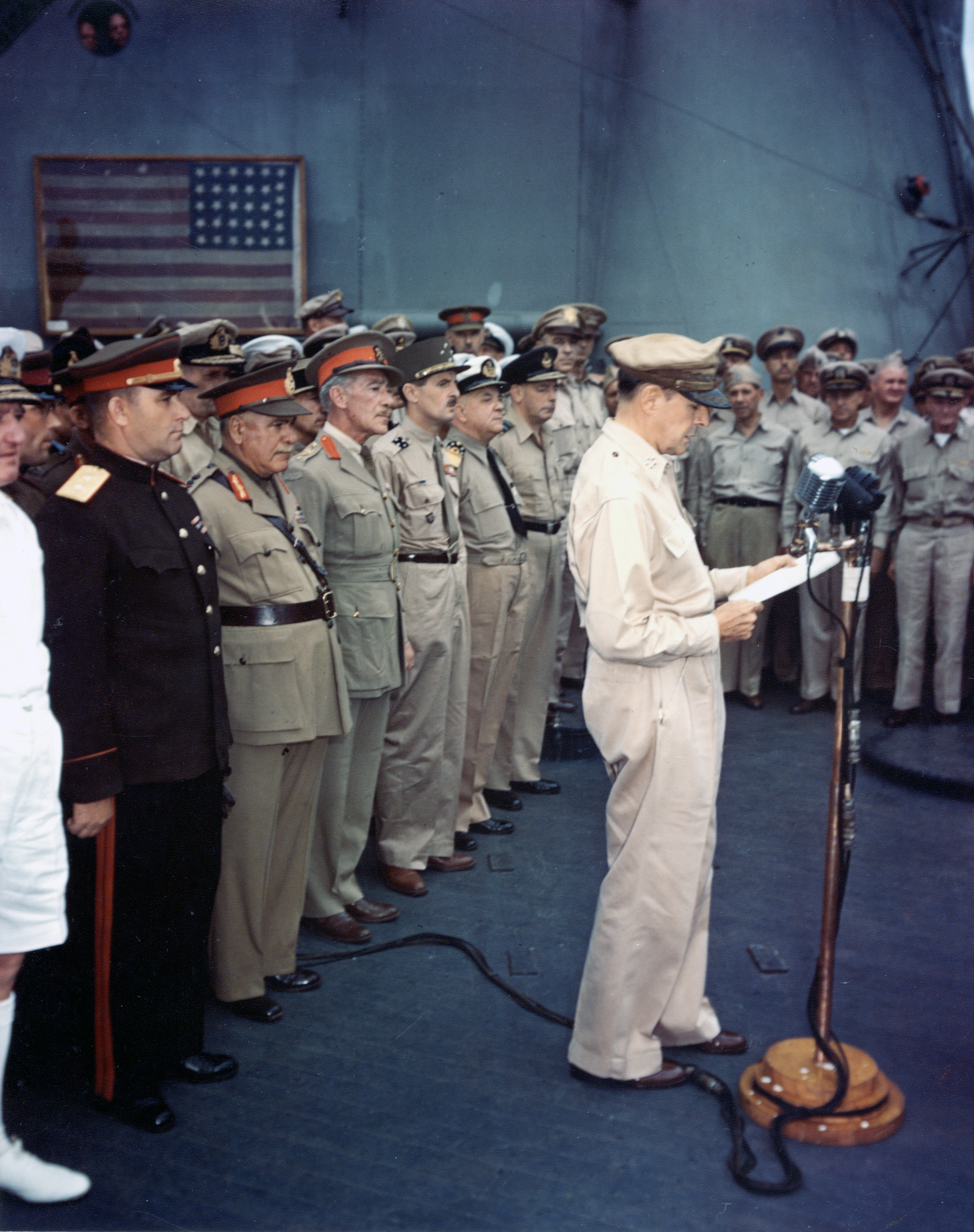
Представитель СССР К. Н. Деревянко (стоит второй слева) присутствует при подписании акта о капитуляции Японии. У микрофона генерал Д. Макартур.

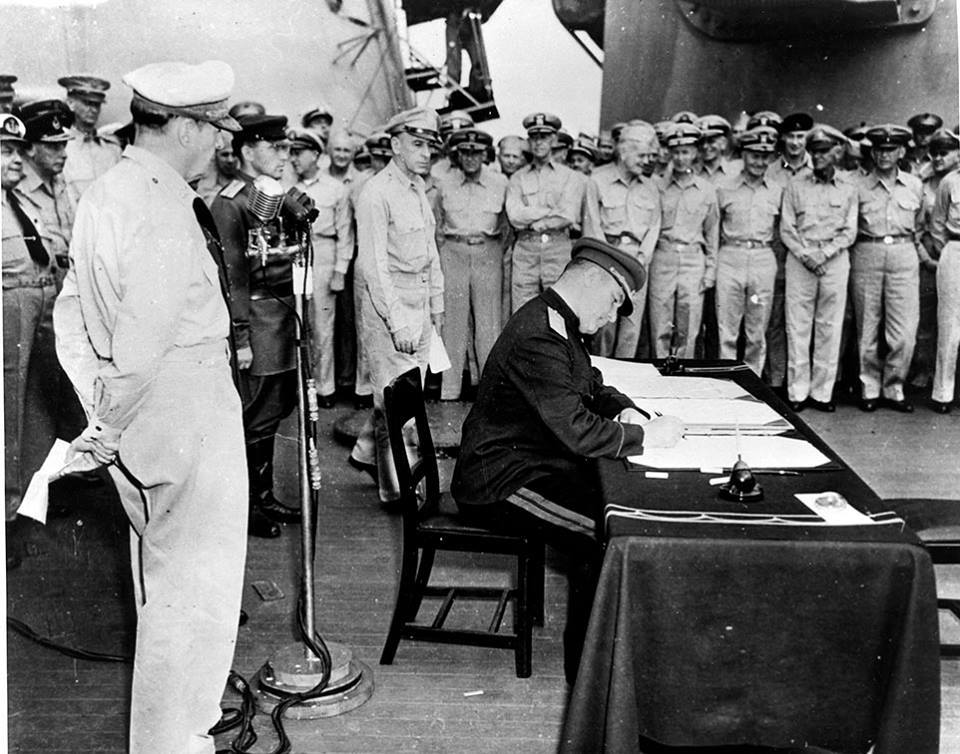
Представитель СССР К. Н. Деревянко ставит свою подпись под актом о капитуляции Японии

25 августа из Владивостока Деревянко вылетел на Филиппины, где в Маниле дислоцировался штаб американских вооружённых сил на Тихом океане. Уже в Маниле 27 августа Деревянко получил телеграммой приказ о переподчинении Ставке Верховного главнокомандования и полномочиях на подписание Акта о безоговорочной капитуляции Японии от имени Советского Верховного главнокомандования. 30 августа вместе с Макартуром и представителями стран-союзников Деревянко прибыл в Японию, а 2 сентября 1945 года принял участие в церемонии подписания акта о капитуляции.
После этого, по поручению руководства страны, с огромной опасностью для здоровья генерал несколько раз посещает города Хиросима и Нагасаки, подвергнутые американской атомной бомбардировке. Составив об увиденном детальный отчёт, он вместе с альбомом фотографий представил его в Генштаб, а затем лично Сталину при докладе 5 октября 1945 года. Сам Деревянко вспоминает:

Сталин поинтересовался последствиями взрывов атомных бомб… К ответу я был готов, поскольку успел посетить пострадавшие города и видел всё своими глазами. Передал я Сталину и альбом своих фотографий, на которых были запечатлены разрушения… На следующий день мне сообщили, что доклад в Политбюро одобрен и что моя работа в Японии получила положительную оценку.

Украинский биограф генерала, доктор исторических наук В. Шевченко, утверждает, что материалы К. Деревянко об атомной бомбардировке были использованы для активизации разработки советского атомного оружия.

## После войны
В дальнейшем Деревянко был назначен представителем СССР в созданном в декабре 1945 года Союзном Совете для Японии с местопребыванием в Токио (председателем которого был назначен главнокомандующий оккупационными силами союзников генерал Макартур). Участвуя в работе совета, он активно отстаивал точку зрения Советского Союза по вопросам управления оккупированной Японией. В частности, он был одним из главных оппонентов предложенной американским экономистом Вольфом Ладежинским аграрной реформы, предусматривавшей выкуп земли у крупных собственников и продажу её в рассрочку крестьянам. Деревянко, опираясь на личные контакты среди японских коммунистов, считал, что землю у помещиков следует конфисковать и разделить среди крестьян безвозмездно.
Союзный Совет прекратил своё существование в 1951 году из-за разногласий СССР и США по Сан-Францисскому мирному договору. Но ещё ранее, в августе 1950 года К. Н. Деревянко перевели в Москву, где в сентябре того же года он был назначен начальником кафедры вооружённых сил иностранных государств Военной академии Советской Армии. Затем служил начальником управления информации Главного разведуправления (ГРУ) Генерального штаба Советской Армии.
Вследствие радиоактивного облучения, имевшего место во время посещения Хиросимы и Нагасаки, здоровье К. Деревянко серьёзно ухудшилось и, после продолжительной и тяжёлой болезни, 30 декабря 1954 года он скончался от рака.
Похоронен 3 января 1955 года на Новодевичьем кладбище в Москве.

## Воинские звания
- капитан (30.11.1935)
- майор (17.02.1938)
- полковник (20.02.1940)
- генерал-майор (3.05.1942)
- генерал-лейтенант (20.04.1945)

## Награды
- Герой Украины (7 мая 2007 года, посмертно) — за мужество и самоотверженность, проявленные в годы Второй мировой войны 1939—1945 годов, выдающиеся дипломатические заслуги в послевоенном урегулировании межгосударственных отношений
- два ордена Ленина (14.03.1938, 5.11.1947)
- два ордена Красного Знамени (3.05.1942, 3.11.1944)
- орден Суворова 2-й степени (13.09.1944)
- орден Кутузова 1-й степени (28.04.1945)
- орден Кутузова 2-й степени (27.08.1943)
- Орден Богдана Хмельницкого (29.06.1945)
- орден Отечественной войны 1-й степени (11.03.1985)
- орден Красной Звезды (21.05.1940)
- орден «Знак Почёта»
- медали
- иностранные ордена:
  - Орден «Легион почёта» степени офицера (США)
  - Орден Венгерской свободы

## Память
В феврале 2017 года, распоряжением председателя Правительства России, одному из островов Курильской гряды присвоено имя Кузьмы Николаевича Деревянко.
22 июня 2017 года Министерство обороны России рассекретило и опубликовало ряд материалов, посвященных началу Великой Отечественной войны, в том числе воспоминания Кузьмы Деревянко, в которых дается всесторонняя оценка качества обеспечения разведданными командования округа и Северо-Западного фронта накануне войны.
В Харькове есть улица Деревянко.

### Фотографии
- Генерал Деревянко на открытии церемонии подписания Акта капитуляции Японии (цветное фото)
- Генерал Деревянко на борту крейсера Миссури
- Подпись Деревянко на Акте о капитуляции Японии
- Наградные атрибуты звания Герой Украины, сберегающиеся в Главной экспозиции Мемориального комплекса «Национальный музей истории Великой Отечественной войны 1941—1945 годов» (г. Киев)